# Звенигород Киевский
Звенигород — древнерусский город-крепость в Киевском княжестве.

## Упоминания в летописи
Впервые город Звенигород Киевский упомянут в летописях в 1097 году как место ослепления теребовльского князя Василька Ростиславича. Город упоминается в Ипатьевской летописи также под 1150 и 1151 годами в связи с княжескими усобицами между суздальским князем Юрием Долгоруким и великим киевским князем Изяславом Мстиславичем. В следующий раз название появляется на летописных страницах в связи с битвой с половцами у стен Звенигорода под 1234 годом. Город был разрушен в ходе нашествия монголо-татар в середине XIII века. Затем, возможно, временно возродился, поскольку в связи с разорением Киева Едигеем в 1416 году упоминается разрушенный им же город Swyna Horda к югу от Киева. Это, однако, могла быть и Звенигородка.

## Городище
Звенигород Киевский ассоциируется большинством исследователей с городищем у села Вита-Почтовая неподалёку от Киева. Город находился на пути из Киева к Василькову на небольшом холме-останце, возвышающемся над поймой реки Веты. Укреплённое по периметру валом городище имеет овальную форму и размеры 90×50 м. К детинцу примыкал с северо-восточной стороны окольный город (140х100 м), также обнесённый валом. Общая укреплённая площадь Звенигорода достигала 2 га. Городище неоднократно исследовалось археологами, в том числе Л. П. Добровольским, Н. В. Линкой, П. П. Ефименко, П. А. Раппопортом. Культурный слой содержит гончарную древнерусскую керамику и другие многочисленные вещевые находки XI—XIII веков.